# Abri de Lázaro
L'abri de Lazare (en espagnol, abrigo de Lázaro) est un abri sous roche situé dans la commune d'Albarracín (comarque de la Sierra de Albarracín), dans la province de Teruel, en Aragon, en Espagne,.
Cet abri sous roche, qui abrite des peintures rupestres appartenant au style de l'art schématique ibère, fait partie de l'ensemble dénommé Art rupestre du bassin méditerranéen de la péninsule Ibérique, inscrit au Patrimoine mondial par l'Unesco en 1998 (sous la référence 874-62). Il est protégé comme Bien d'Intérêt Culturel depuis 1955 (cote RI-51-0009457).

## Situation
L'abri de Lazare se trouve dans la Sierra d'Albarracín. Il est proche de l'abri de Los Toros del Prado del Navazo, dans le paysage protégé des Pinares de Rodeno du parc culturel d'Albarracín. Il a été découvert dans les années 1980.

## Description
Le panneau d'art rupestre comporte cinq personnages (quatre anthropomorpges et un quadrupède) peints en rouge. L'art schématique ibère s'échelonne du Néolithique à l'Âge du bronze et est attribué à des sociétés sédentaires agricoles.

## Galerie

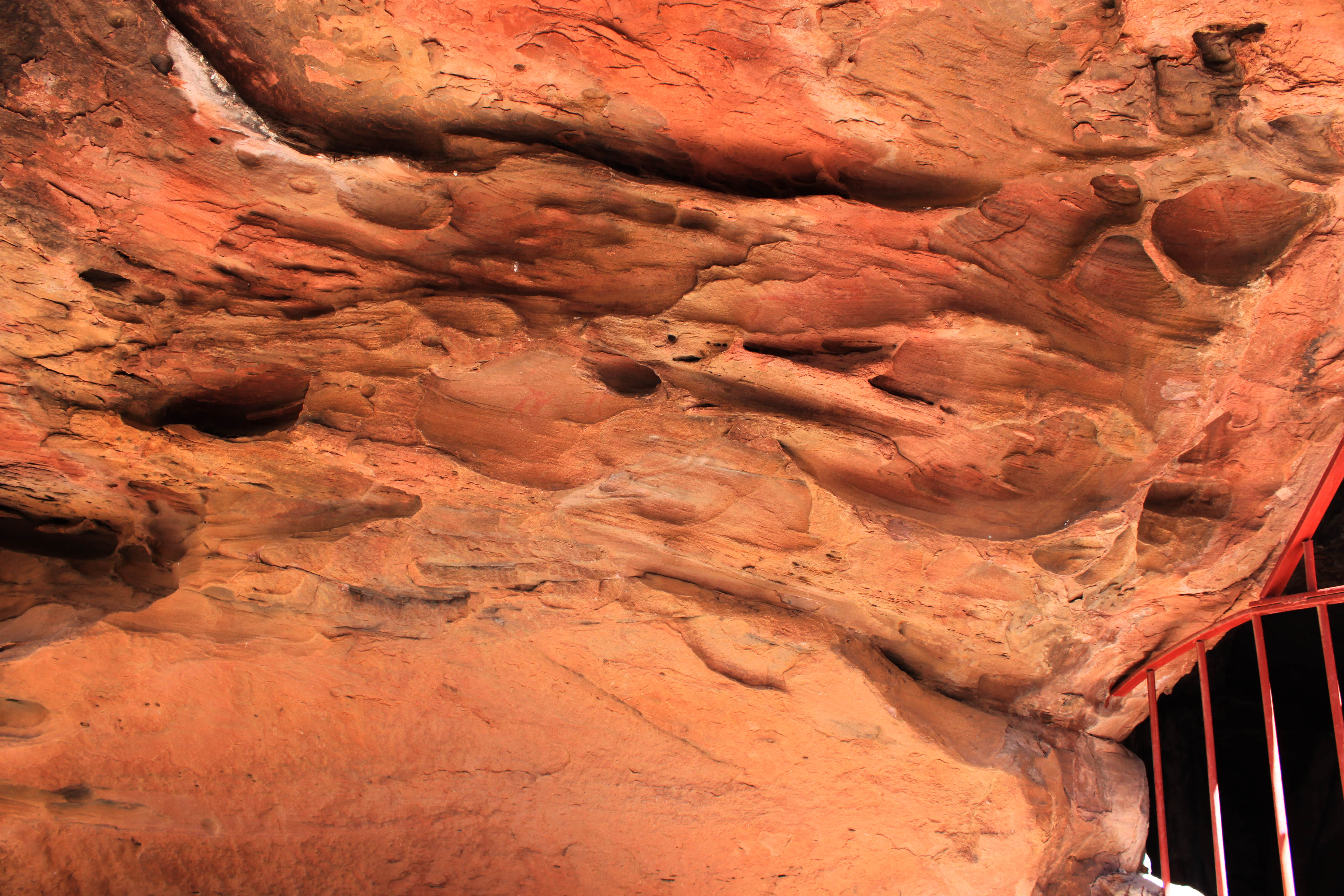
Peintures rupestres de l'abri de Lazare
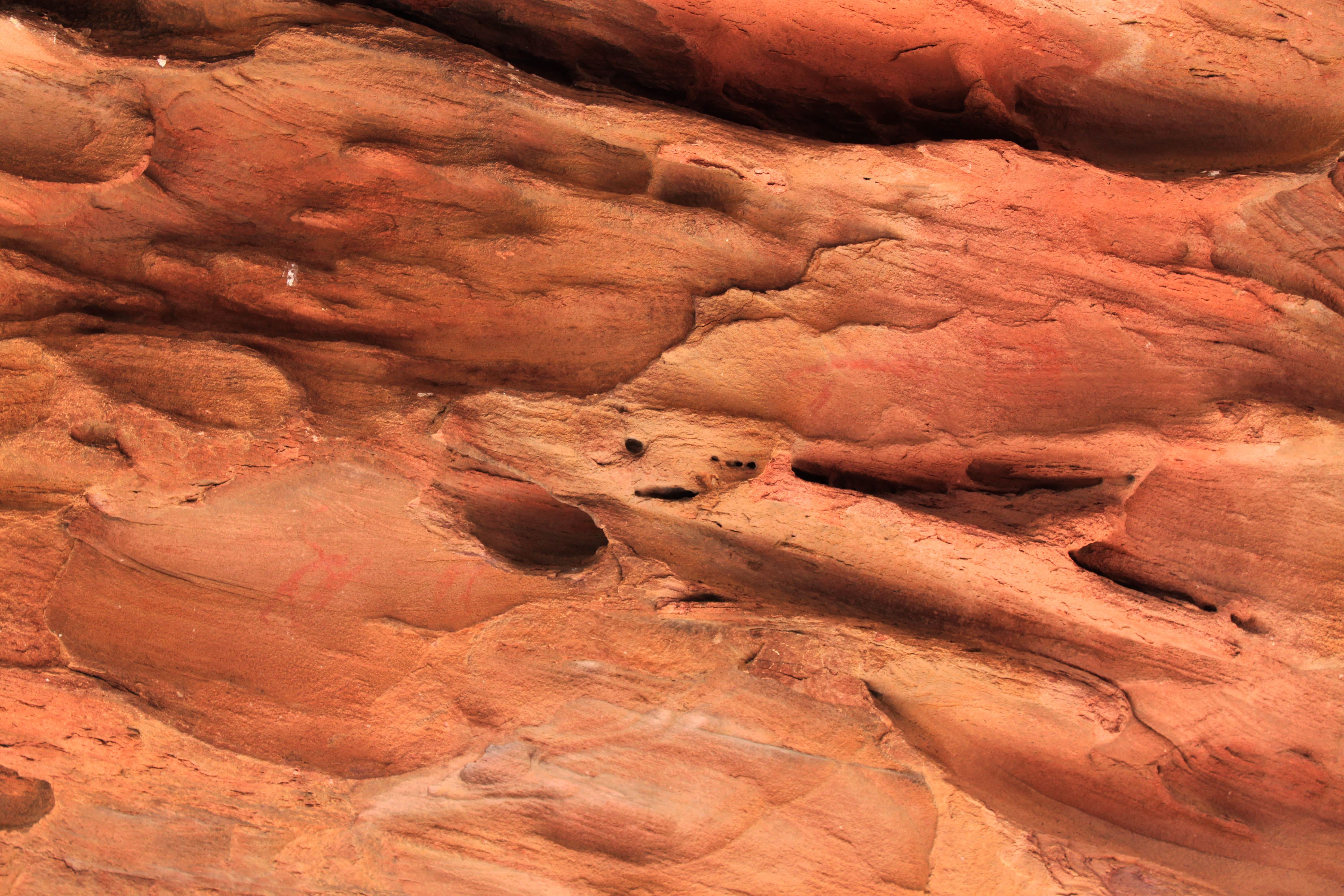